# Ralph Miller (golfer)

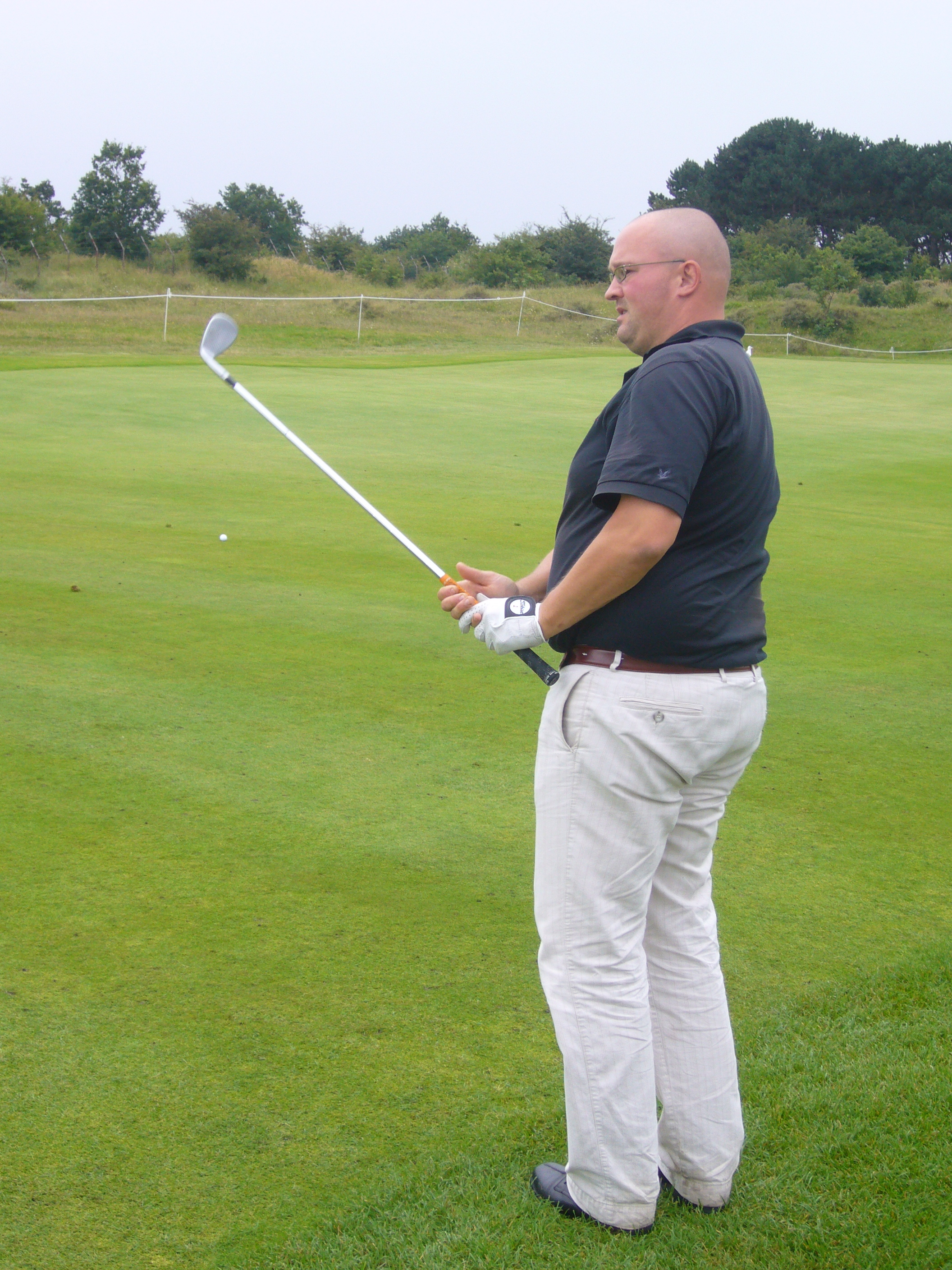
KLM Open 2008

Ralph Miller (16 juni 1976) is een Nederlandse golfprofessional.
Ralph Miller heeft een Amerikaanse vader en een Nederlandse moeder. Tijdens een reis in Engeland brengt zijn vader hem in contact met golf. Een deel van zijn jeugd woont Miller in de Verenigde Staten. Hij gaat naar de Universiteit van Houston, waar jaren later ook Tiger Woods studeert en speelt.

## Amateur
In 1994 en 1997 wint Miller het Internationaal Jeugd Open op Golfclub Toxandria. Daarna wordt hij professional. In 2005 gaat hij naar de Tourschool, waar hij na 4 rondes de cut haalt en zich plaatst voor de 'final stage'.

## Professional

### 2007
Miller speelt op de European Challenge Tour en de Dutch Tour. In november 2007 gaat hij stage lopen bij de Koninklijke Haagsche Golf & Country Club onder leiding van John Woof, terwijl hij een opleiding volgt bij de PGA Training Academy op de Belfry in Engeland.

### 2008
Hij speelt op de Challenge Tour en de Dutch Tour. In februari wint hij in de Algarve de derde PRO Golfreizen pro-am. Bij het Nationaal Open op de Rosendaelsche Golfclub wordt hij zesde met een totaal van -1.

### Gewonnen
- 2007: PGA Kampioenschap op Golfclub Kleiburg met een score van -5;
- 2007: Delfland Invitational met een score van -6
- 2007: Bergerac Pro-Am op Sluispolder
- 2008: Delfland Invitational
- 2012: MCB Curaçao Pro-Am
- 2013: Nationaal Open Matchplay
- 2014: MCB Curaçao Masters (Voorheen Curaçao Pro-Am) na play-off tegen Christoph Günther, Nationaal  Open (-1)
- 2012: Twente Cup
- 2018: Twente Cup